# Euproctis lincea
Euproctis lincea är en fjärilsart som beskrevs av Embrik Strand 1923. Euproctis lincea ingår i släktet Euproctis och familjen tofsspinnare. Inga underarter finns listade i Catalogue of Life.